# Jean-François Borson
Jean-François Borson (Chambéry, 9 agosto 1825 – Chambéry, 16 dicembre 1917) è stato un generale e politico francese.

## Biografia

### Famiglia e primi anni
Jean-François, detto Francis, nasce a Chambéry, nella casa di famiglia, situata al n° 20 della rue Croix-d'Or, nel ducato di Savoia. È figlio di Jean-Louis Borson, medico dell'Hôtel-Dieu della città, e di Anne Marguerite Chauvet.
La famiglia Borson è stabilita a "a Saint-Pierre-d'Albigny verso la fine del XVIII secolo".
Durante l'occupazione del ducato di Savoia da parte dell'esercito francese, un parente serve nell'esercito napoleonico.
La madre è imparentata con il generale conte de Boigne.
Borson fa i suoi studi secondari a Carouge, che allora era capoluogo dell'omonima provincia e faceva parte del ducato, al collegio Champel. In particolare impara diverse lingue. A 15 anni è mandato a Parigi all'École Rollin. Su richiesta dell'ambasciatore sardo è ammesso all'École polytechnique di Parigi. Poco dopo ottiene la nazionalità francese.
Nel 1842 ottiene il secondo premio all'annuale concours général per la matematica; due anni dopo ottiene la "licence" in scienza.

### Carriera militare e politica sarda
Di ritorno a Torino, capitale del Regno di Sardegna, inizia la carriera militare. Ammesso senza esami, entra nell'esercito sardo con il grado de sottotenente, l'11 gennaio 1845. Entra poi nello Stato Maggiore con il grado di tenente.
Partecipa alla campagna contro l'Austria del 1848-1849. Dopo la battaglia di Goito (maggio 1848), è decorato con la medaglia «al valor militare». Promosso capitano il 14 ottobre 1848, partecipa, a fianco del tenente-generale Castelborgo, alla battaglia di Novara, nel 1849, come capo di stato maggiore della I divisione.
Nel novembre 1857, il capitano Borson s'impegna in politica. È eletto deputato all Camera dei députati al Parlamento Subalpino, in rappresentanza del collegio di Saint-Pierre d'Albigny. Ricopre la carica di segretario dell'ufficio di presidenza della Camera dal 14 dicembre 1857 al 21 gennaio 1860.
Il 28 gennaio 1859 è promosso maggiore, avendo ottenuto il suo IV gallone. Inoltre è nominato cavaliere dell'ordine dei Santi Maurizio e Lazzaro. In virtù dell'articolo 103 della legge elettorale, questa promozione l'obbliga a dimettersi dal suo mandato politico. Al momento della nuova elezione per la riassegnazione del collegio, si ricandida affrontando l'ingegnere Germain Sommeiller, e riesce a riprendere il seggio.
Durante la Seconda guerra d'indipendenza, è nominato alla testa dello Stato Maggiore della I Divisione. Partecipa alla battaglia di Solferino, nel 1859.

### Carriera militare francese
Tenente colonnello dell'esercito sardo, è uno di quelli che, al momento dell'annessione della Savoia del giugno del 1860, fanno la scelta della Francia.
Questa scelta lo essere vede costretto a letto per alcune settimane, «vittima d’una febbre cerebrale».
L'imperatore Napoleone III gli concede la Legion d'honneur durante la sua prima visita alla Savoia dopo l'annessione, il 5 maggio 1860.
Entra nel servizio geografico dell'esercito e diventa responsabile dal 1860 al 1861 per la redazione della carta 1/80 000 per i dipartimenti della Savoia. 
Dal 28 ottobre 1885 è a capo della 31a divisione di fanteria francese. È uno degli unici tre militari di carriera ad aver fatto la scelta della Francia e aver terminato la propria carriera come generale di divisione, assieme a Charles Goybet e Auguste de Ville.
Nel 1867 viene posto a capo dei servizi di cartografia.
Nel 1893, impegnandosi nuovamente nella vita politica locale, organizza con François Descostes la droite républicaine in Savoia.
Quando si ritira inizia a fare ricerche sulla storia militare della Savoia. Membro dell'Académie de Savoie, ne diventa presidente dal 1895 al 1900.
Muore a Chambéry, al n° 19 di rue Sommeiller.

## Opere
- Étude sur la frontière du sud-est depuis l'annexion à la France de la Savoie et du comté de Nice, Revue militaire française, Librairie-Éditeur de l'Empereur, J. Dumaine, mars 1870 (Extrait de la conférence au Ministère de la Guerre de 1869).
- La Nation gauloise et Vercingétorix, Librairie Ferdinand Thibaud, 1880, 58 pages. (Extrait de la conférence du 17 août de Clermont-Ferrand).
- Ferdinand de Regard de Vars, capitaine au régiment d'Aoste-Cavalerie (1808-1849), Imprimerie Savoisienne, Chambéry, 1892, 67 p. (Extrait du discours de réception à l'Académie de Savoie, prononcé le 5 mai 1892).
- Le général Ménabréa, marquis de Val-Dora, Revue Savoisienne, 1898.
- Précis des opérations militaires de l'armée sarde dans la campagne de 1859 en Lombardie, rédigé au quartier général de l'armée, précédé d'un aperçu sur les origines de la guerre et suivi de quelques souvenirs personnels, Éditions Abry, Paris, 1902, 82 pages.
- « Inauguration du monument de Maistre à Chambéry, le 20 août 1899 ». Discours prononcés par MM le général Borson, Jules Challier et le marquis Costa de Beauregard, Revue Savoisienne, 1902.
- Une carabine d'un armurier d'Annecy de la fin du XVIIème siècle, Revue Savoisienne, 1912.
- « Préface » du livre les Généraux savoyards d'Alfred Anthonioz, Édition Atar, Genève, 1912.
- « Préface » du livre L'épopée des Alpes : Épisodes de l'histoire militaire des Alpes en particulier des Alpes françaises du commandant Joseph Perreau, Éditions Berger-Levrault, 1912.
- « Les cahiers de notes du général Borson », Revue Savoisienne, 1917-1918.

## Onorificenze
- Medaglia al valor militare
- Grand officier de la Légion d'honneur